# Paul Pisani
Pour les articles homonymes, voir Pisani.
Paul Pisani, né le 17 avril 1852 à Paris et mort le 7 novembre 1933 à Asnières-sur-Seine, est un historien, prêtre catholique du diocèse de Paris. 

## Biographie

### Ancêtres
Les ancêtres de Paul Pisani sont des franco-italiens établis au Levant à la fin du XVIIIe siècle. Ils travaillent pour les ambassades de France et de Russie à Constantinople.
Paul Pisani parle donc couramment le français et l'italien et a également des notions en serbo-croate.
Son père, Emmanuel Pisani est né à Odessa le 27 septembre 1822 et mort à Paris en 1881.

### Carrière
Paul Pisani est ordonné prêtre en 1878. Il est un ami proche de Maurice d'Hulst, fondateur de l'Institut catholique et devient son secrétaire de 1884 à 1888.
Après avoir obtenu son diplôme de lettres en 1893, il est professeur à l'Institut catholique de Paris de 1908 à 1922.
Pisani a montré dans ses œuvres que la prétendue unité raciale de la population des Provinces illyriennes était partiellement imaginaire.
Il est inhumé à Paris au cimetière du Père Lachaise dans la 71e division.

## Publications
- Les Journaux français dans les Provinces Illyriennes pendant l'époque impériale - Paris 1887
- La Légende de Skanderbeg - 1891
- Num Ragusini ab omni iure Veneto a sæc. x usque ad sæac. xiv immunes fuerint - 1893
- La Dalmatie de 1797 à 1815 : Épisode des conquêtes napoléoniennes, Alphonse Picard et fils, éditeurs, 1893 (lire en ligne), prix Thérouanne de l'Académie française en 1894.
- Études d'histoire religieuse : À travers l'Orient - 1987
- Répertoire biographique de l'épiscopat constitutionnel (1791-1802) - 1907
- Les Missions protestantes à la fin du XIXe siècle, Librairie  Bloud, 1903 (lire en ligne)
- L'Église de Paris et la révolution, Alphonse Picard et fils, éditeurs, 1909 (lire en ligne)
- Les Compagnies de prêtres du XVIe   au   XVIIIe siècle - 1928